# Loredana Dordi
Loredana Dordi (Bozen, 8 de juliol de 1943) és una documentalista italiana.

## Vida
Dordi inicialment es va interessar per la fotografia; El 1968 es va graduar en direcció al Centro Sperimentale di Cinematografia. El mateix any va treballar com a ajudant de direcció, però després va passar a la RAI, on s'encarregava de programes documentals i culturals. Sota la seva responsabilitat es van crear formats com "TV7" i "Delta". Després d'un llargmetratge de 1985, Fratelli, que es va projectar als cinemes, es va concentrar, de nou per a la televisió, en docudrames i investigacions cinematogràfiques sobre qüestions socials